# Progebiophilus chapini
Progebiophilus chapini là một loài chân đều trong họ Bopyridae. Loài này được Van Name miêu tả khoa học năm 1920.